# ديف ستيفنز (منافس ألعاب قوى)
ديف ستيفنز (بالإنجليزية: Dave Stephens)‏ هو منافس ألعاب قوى أسترالي، ولد في 11 نوفمبر 1928.

## وصلات خارجية
- ديف ستيفنز على موقع أوليمبيديا (الإنجليزية)